# Coppa della Melanesia 1992
La Coppa della Melanesia 1992 (1992 Melanesia Cup) fu la quarta edizione della Coppa della Melanesia, competizione calcistica per nazione organizzata dalla OFC. La competizione si svolse a Vanuatu dal 25 luglio al 30 luglio 1992 e vide la partecipazione di quattro squadre: Figi, Isole Salomone, Nuova Caledonia e Vanuatu.

## Formula
- Qualificazioni

Nessuna fase di qualificazione. Le squadre sono qualificate direttamente alla fase finale.
- Fase finale

Girone unico - 4 squadre: giocano partite di sola andata. La prima classificata si laurea campione della Melanesia.

## Squadre partecipanti
| Pr. | Squadra         | Data di qualificazione certa | Partecipante in quanto                                         | Partecipazioni precedenti al torneo | Ultima presenza      |
| --- | --------------- | ---------------------------- | -------------------------------------------------------------- | ----------------------------------- | -------------------- |
| 1   | Vanuatu         | -                            | Rappresentativa della nazione organizzatrice della fase finale | 3 (1988, 1989, 1990)                | Nuova Caledonia 1990 |
| 2   | Figi            | -                            | Qualificata di diritto                                         | 3 (1988, 1989, 1990)                | Nuova Caledonia 1990 |
| 3   | Isole Salomone  | -                            | Qualificata di diritto                                         | 3 (1988, 1989, 1990)                | Nuova Caledonia 1990 |
| 4   | Nuova Caledonia | -                            | Qualificata di diritto                                         | 3 (1988, 1989, 1990)                | Nuova Caledonia 1990 |

Nella sezione "partecipazioni precedenti al torneo", le date in grassetto indicano che la nazione ha vinto quella edizione del torneo, mentre le date in corsivo indicano la nazione ospitante.

## Fase finale

### Girone unico

#### Classifica
| Pos | Squadra         | P.ti | G | V | N | P | GF | GS | DR |
| --- | --------------- | ---- | - | - | - | - | -- | -- | -- |
| 1   | Figi            | 5    | 3 | 2 | 1 | 0 | 6  | 3  | +3 |
| 2   | Nuova Caledonia | 5    | 3 | 2 | 1 | 0 | 4  | 2  | +2 |
| 3   | Isole Salomone  | 2    | 3 | 1 | 0 | 2 | 4  | 4  | 0  |
| 4   | Vanuatu         | 0    | 3 | 0 | 0 | 3 | 1  | 6  | -5 |

#### Risultati
| Arbitro: | Baldes |

|                         |           |           |
| Nawalu 36’ Masilagi 45’ | Marcatori | 10’ Natei |

| Arbitro: | Khan |

|           |           |  |
| Aussu 88’ | Marcatori |  |

| Arbitro: | Khan |

|                              |           |            |
| Tome 16’ Natei 41’ Toatu 74’ | Marcatori | 44’ Carlot |

| Arbitro: | Kalogis |

|                        |           |                          |
| Watkins 18’ Madigi 66’ | Marcatori | 38’ Aussu 63’ Tchaunyane |

| Arbitro: | Baldes |

|                    |           |  |
| Nawalu 7’ Bula 21’ | Marcatori |  |

| Arbitro: | Kalogis |

|               |           |  |
| Tchauyane 19’ | Marcatori |  |

## Statistiche

### Classifica marcatori
2 reti
- Radike Nawalu
- Dudley Natei
- Adrias Aussu
- Abel Tchaunyane

1 rete
- Taitu Bula
- Ruvvame Madigi
- Jo Masilagi
- Abraham Watkins
- Johnson Tome
- Medley Toatu
- Rex Carlot